# Koleoptil
Pázsitfüvek csírázásakor az embrió hajtás-tenyészőkúpját egy védőhüvely, az úgynevezett koleoptil vagy rügyhüvely (coleoptyl) veszi körül. A koleoptil hosszanti irányban nem sejtosztódással, hanem sejtjeinek megnyúlásával növekszik. Növekedés közben a koleoptil a talaj felszíne fölé emelkedik, majd szétnyíló csúcsán keresztül kibújik az első levél. 
Darwin megfigyelte, hogy a köles koleoptilja egyoldali megvilágítás hatására elgörbül a fény felé (fototropizmus). Ha a koleoptil csúcsára egy vékony fémfóliát helyezett vagy levágta a csúcsot, a görbülés elmaradt. Ezekből arra következtetett, hogy a koleoptil csúcsában olyan ismeretlen anyag képződik, amely hatással van a növekedésre. Darwin kutatásait Paál Árpád fejlesztette tovább a 20. század elején. Vizsgálatai igazolták, hogy a feltételezett kémiai anyag a koleoptil árnyékos oldalán vándorol, mert a fénnyel ellentétes oldalon végzett bemetszések a görbülést megakadályozták. Ha a levágott csúcsot féloldalasan helyezték vissza a sötétben tartott koleoptil vágási felszínére, úgy a csúcs alatti oldalon megvilágítás nélkül is fokozott megnyúlást tapasztaltak. Vagyis a két oldal közötti egyenlőtlen növekedést a csúcsban termelődő kémiai anyag egyenlőtlen eloszlása idézte elő. Ezt az elsőként felfedezett növényi hormont auxinnak nevezték el, amely kémiailag egy szerves vegyület, legismertebb képviselője az indol-ecetsav.